# Jamiu Alimi
Jamiu Alimi (ur. 5 października 1992 w Lagos) – nigeryjski piłkarz występujący na pozycji obrońcy.

## Kariera klubowa
Alimi rozpoczął swoją karierę w 2009 roku w Westerloo Football Academy w Lagos, organizowaną przez belgijski KVC Westerlo. W styczniu 2011 roku został piłkarzem KVC Westerlo. Nie potrafił przebić się do podstawowej jedenastki belgijskiego klubu, dlatego 30 sierpnia 2011 został wypożyczony do ukraińskiego klubu Metałurh Donieck. W październiku 2011 podpisał kontrakt z ukraińską Tawriją Symferopol. Po zakończeniu sezonu 2011/12 opuścił krymski klub.